# Барабанщикова Ольга Володимирівна
Ольга Барабанщикова (нар. 2 листопада 1979) — колишня білоруська тенісистка.
Найвищу одиночну позицію світового рейтингу — 49 місце досягла 2 березня 1998, парну — 81 місце — 19 жовтня 1998 року.
Здобула 3 одиночні та 4 парні титули туру ITF.
Найвищим досягненням на турнірах Великого шолома було 4 коло в одиночному розряді.
Завершила кар'єру 2008 року.

## Фінали найбільших турнірів

### Фінали Олімпіад

#### Парний розряд: 1 (0–1)
| Результат  | Рік  | Турнір                | Покриття | Партнерка      | Суперниці                   | Рахунок       |
| ---------- | ---- | --------------------- | -------- | -------------- | --------------------------- | ------------- |
| 4-те місце | 2000 | Жіночий парний розряд | Тверде   | Наташа Звєрєва | Ельс Калленс Домінік Монамі | 6–4, 4–6, 1–6 |

## Фінали Туру WTA

### Одиночний розряд: 1 (0–1)
| Легенда: перед 2009 роком          | Легенда: Починаючи з 2009 року |
| ---------------------------------- | ------------------------------ |
| Турніри Великого шлему турніри (0) |                                |
| Чемпіонати WTA (0)                 |                                |
| Tier I (0)                         | Premier Mandatory (0)          |
| Tier II (0)                        | Premier 5 (0)                  |
| Tier III (0)                       | Premier (0)                    |
| Tier IV & V (0)                    | International (0)              |

| Результат | W/L | Дата     | Турнір             | Покриття | Суперниця        | Рахунок       |
| --------- | --- | -------- | ------------------ | -------- | ---------------- | ------------- |
| Поразка   | 0–1 | Сер 1998 | Стамбул, Туреччина | Тверде   | Генрієта Надьова | 4–6, 6–3, 6–7 |

### Парний розряд: 1 (0–1)
| Легенда: перед 2009 роком          | Легенда: починаючи з 2009 року |
| ---------------------------------- | ------------------------------ |
| Турніри Великого шлему турніри (0) |                                |
| Чемпіонати WTA (0)                 |                                |
| Tier I (0)                         | Premier Mandatory (0)          |
| Tier II (0)                        | Premier 5 (0)                  |
| Tier III (0)                       | Premier (0)                    |
| Tier IV & V (0)                    | International (0)              |

| Результат | W/L | Дата     | Турнір                 | Покриття | Партнерка     | Суперниці                   | Рахунок       |
| --------- | --- | -------- | ---------------------- | -------- | ------------- | --------------------------- | ------------- |
| Поразка   | 0–1 | Жов 1999 | Братислава, Словаччина | Тверде   | Лілія Остерло | Кім Клейстерс Лоранс Куртуа | 2–6, 6–3, 5–7 |

## Фінали ITF
| турніри $100,000 |
| турніри $75,000  |
| турніри $50,000  |
| турніри $25,000  |
| турніри $10,000  |

### Фінали в одиночному розряді: 7 (3–4)
| Результат | Ранг | Дата           | Турнір                           | Покриття   | Суперниця       | Рахунок            |
| --------- | ---- | -------------- | -------------------------------- | ---------- | --------------- | ------------------ |
| Поразка   | 1.   | 23 січня 1995  | Понтеведра, Іспанія              | Тверде     | Паула Ерміда    | 1–6, 7–6(7–5), 4–6 |
| Перемога  | 1.   | 23 жовтня 1995 | Пуатьє, Франція                  | Тверде     | Олена Татаркова | 6–3, 6–1           |
| Поразка   | 2.   | 5 серпня 1996  | Остін (Техас), США               | Тверде     | Джейн Чі        | 2–6, 6–4, 2–6      |
| Перемога  | 2.   | 24 лютого 1997 | Буші, Велика Британія            | Килим      | Ралука Санду    | 6–1, 7–6(8–6)      |
| Поразка   | 3.   | 20 жовтня 2002 | Саутгемптон, Велика Британія     | Тверде (i) | Софія Арвідссон | 2–6, 6–1, 4–6      |
| Перемога  | 3.   | 27 жовтня 2002 | Ополе, Польща                    | Килим      | Анна Бастрікова | 2–6, 6–3, 6–3      |
| Поразка   | 4.   | 23 лютого 2003 | Редбрідж (боро), Велика Британія | Тверде     | Кароліна Шпрем  | 3–6, 2–6           |

### Фінали в парному розряді: 7 (4–3)
| Результат | Ранг | Дата           | Турнір                       | Покриття   | Партнерка        | Суперниці у фіналі                     | Рахунок у фіналі |
| Поразка   | 1.   | 16 січня 1995  | Оренсе, Іспанія              | Тверде     | Паула Ерміда     | Стефані Ґомпертс Генріетте ван Алдерен | 5–7, 1–6         |
| Перемога  | 2.   | 23 січня 1995  | Понтеведра, Іспанія          | Тверде     | Паула Ерміда     | Катя Альтілія Стефані Контант          | 6–3, 6–3         |
| Поразка   | 3.   | 19 травня 1996 | Бордо, Франція               | Ґрунт      | Аліче Канепа     | Карін Кентрек Анн-Гель Сідо            | 2–6, 3–6         |
| Перемога  | 4.   | 28 жовтня 1996 | Пуатьє, Франція              | Тверде (i) | Нірупама Санджив | Анікве Снейдерс Нелле ван Лоттум       | 6–2, 6–3         |
| Поразка   | 5.   | 15 лютого 1998 | Мідленд (Мічиган), США       | Тверде (i) | Еріка Делоун     | Кетрін Берклей Керрі-Енн Г'юз          | 2–6, 4–6         |
| Перемога  | 6.   | 11 лютого 2003 | Саутгемптон, Велика Британія | Тверде (i) | Надія Островська | Джулія Казоні Роберта Вінчі            | 6–3, 6–4         |
| Перемога  | 7.   | 18 лютого 2003 | Редбридж, Велика Британія    | Тверде (i) | Надія Островська | Катарина Мишич Драгана Зарич           | 6–4, 1–6, 7–5    |